# علي أكبر الخطائي
علي أكبر الخطائي (القرن السادس عشر)، هو سائح تركي كتب سياحت نامه باللغة الفارسية باسم خطاي نامه (بالفارسية: خطای‌نامه) وهي متعلقة بالسفر الذي سافره إلى الصين في عام 1500م. وفي عام 1516م عمل مع السلطان سليم يافوز، وبعد وفاته قدم السلطان سليمان القانوني بعض الإضافات.ويوجد هذا الكتاب بترجمه تركية ناقصة قد ترجمت في عهد مراد الثالث و (طبعت عام 1853م). قد منح على أكبر أهمية للمعلومات التي اعطاها حول الحروب والتي فاز بها القاميقيون وعلاقتهم بالصين وتأثير الإسلام على الصين في فترة أسرة مينغ حصل على اهمية كتابه. وبجانب ملاحطات الكاتب الأصلية في الأثر توجد مقتطفات أيضا عند الآدباء الذين ذهبوا إلى الصين قبل ذلك مثل سليمان تاجر، وغياث الدين نقاش (عجائب اللطائف) في سياحت نامه (كتاب السياحة).
أعماله
- له عمل باسم«خطاي نامه لعلي أكبر» تضمن فيه التطور الصيني بالمقارنة والنقد.
- z.v.Toganالموسوعة الإسلامية «لعلي أكبر» عام (1962م):318-319